# Lietuvos valstiečių liaudininkų sąjunga
Lietuvos valstiečių liaudininkų sąjunga (LVLS), "Litauiska bondefolkunionen", är ett konservativt och agrar center-vänsterparti i Litauen. Dess nuvarande namn antogs i februari 2006. Partiet ingår i Alliansen för nationernas Europa (AEN) och dess Europaparlamentariker satt fram till Europaparlamentsvalet 2009 i Gruppen Unionen för nationernas Europa (UEN).
I Europaparlamentsvalet 2004 fick partiet 7,4 % av rösterna, vilket gav dem ett mandat. I valet till Litauens parlament 2008 fick partiet endast 3,74 % av rösterna, vilket gav partiet tre mandat. Således tappade partiet sju mandat jämfört med det nationella valet 2004.